# Lars Bugge
Lars Bugge er en dansk forfatter, som er født i 1969 og opvokset i Kolding. Han begyndte i 1988 at læse til cand.merc.jur. i Århus og færdiggjorde sit studium i 1993. Sidenhen begyndte Lars Bugge at skrive bøger inden for sine primære interesseområder: historie, myter og konspirationsteorier.

## Bøger af Lars Bugge
- Kort og godt om Danske broer ISBN 87-11-16234-1, 1998
- Kort og godt om Danske krige ISBN 87-11-12860-7, 2000
- Kort og godt om Danske fyrtårne ISBN 87-11-16250-3, 2001
- Mysteriet om mordet på John F. Kennedy ISBN 87-02-00564-6, 2002
- Konspirationsteorier – 40 populære sammensværgelser ISBN 87-87628-80-5, 2003
- Mysteriet om Tempelridderne ISBN 87-02-01732-6, 2003
- Flere konspirationsteorier – 40 nye sammensværgelser ISBN 87-91418-00-3, 2004
- Endnu Flere Konspirationsteorier – 40 gådefulde sammensværgelser ISBN 87-91418-09-7, 2006
- Konspirationsteorier – 60 populære sammensværgelser ISBN 978-87-91418-10-5, 2007
- Den lille bog om børneopdragelse ISBN 978-87-21-02973-9, 2007
- Den lille kvadratiske ur-guide (medforfatter Kristian Haagen) ISBN 978-87-992235-0-3, 2007
- Albert og Glimten, 2008
- Krammeklumpen ISBN 978-87-91867-64-4, 2008
- Sådan overvinder du akutte stresstilstande ISBN 978-87-7887-768-0

, 2009
- Vampyr-heksen (e-bog), 2011
- Monko (e-bog), 2011
- Chili ISBN 978-87-7141-771-5, 2014